# René Hamel (Radsportler)

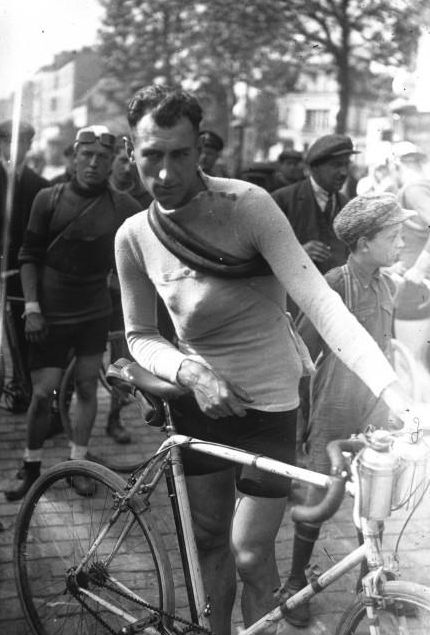
René Hamel (1926)

René Nicolas Adrien Hamel (* 14. Oktober 1902 in Paris; † 7. November 1992 ebenda) war ein französischer Radrennfahrer und Olympiasieger.
Bei den Olympischen Spielen 1924 in Paris gewann René Hamel zwei Medaillen: Im olympischen Straßenrennen gewann er Bronze, in der Mannschaftswertung Gold, mit Armand Blanchonnet und Georges Wambst. Für die Mannschaftswertung wurden die Zeiten der besten drei Fahrer eines Nationalteams aus dem Einzelrennen addiert. Im selben Jahr wurde er zudem französischer Meister im Straßenrennen der Amateure. Er startete für den Vélo Club de Levallois. 1920 wurde das Team mit Maurice Bonney, René Hamel, Georges Wambst, André Leducq und Marc Bocher nationaler Meister im Mannschaftszeitfahren.
1926 wurde Hamel Profi und startete zweimal bei der Tour de France: 1927 gab er nach der siebten Etappe auf, 1928 belegte er Platz 32.